# دشيرة ريشية الظهر
دشيرة ريشية الظهر (الاسم العلمي:Dasychira dorsipennata) هي نوع من الحشرات تتبع جنس الدشيرة من الفصيلة الأربوسية.